# Mykoła Chriapa
Mykoła Wołodymyrowycz Chriapa (ukr. Микола Володимирович Хряпа; ur. 7 czerwca 1979 w Kijowie, zm. 26 czerwca 2024 w Saratowie) – ukraiński koszykarz, występujący na pozycji środkowego, reprezentant kraju.

## Osiągnięcia
Stan na 30 kwietnia 2022, na podstawie, o ile nie zaznaczono inaczej.

### Drużynowe
- Mistrz:
  - FIBA Europe League (2004)
  - Ukrainy (2002, 2005)
- Wicemistrz Rosji (1999, 2003, 2004)
- Uczestnik rozgrywek międzynarodowych Eurocup (2002–2003)

### Reprezentacja
- Uczestnik:
  - mistrzostw Europy (2001 – 16. miejsce, 2003 – 14. miejsce, 2005 – 13. miejsce)[5][6][7]
  - kwalifikacji do Eurobasketu (2001, 2003)